# Гукливий
Гукли́вий — село в Воловецькій селищній громаді Мукачівського району Закарпатської області України.

## Географія
У селі годний потік Великий Звор впадає у річку Вича.

## Історія
Про заснування села говориться в т. зв. «Гукливському літопису» — додатку до стародавньої сільської метрики, записи в якому робились з 1660 до 1830 року. Село заселене у 1588 році солтисами Іваном Бобкою та Петром Пецьковичем.
У 1588 році угорський король Сигізмунд дав дозвіл Петру Пецьковичу і Івану Бобці, щоб оселитися у Гукливому. Солтисами або кенезами називали свого роду агентів по переселенню,підприємливих людей,яким  угорські королі  надавали  "солтиські грамоти",тобто свого роду патенти на переселення згідних на це людей з-поза меж Закарпаття,головно з Галичини.На це  галичани згоджувалися,бо там під пануванням польської шляхти умови були просто нестерпними.Таким чином,більшість гукливчан галицького походження,про що свідчать однакові прізвища,що трапляються по обидва боки Карпат(крім угорських).
У 1889 році села Гуклива, Таламаш і Веретечів були об'єднані під назвою Гукливий.
Назви у 1588 — Велика Гуклива, у 1600—1913 — Гуклива, 1773 — Гукливий.
У 2018 році освячено нову церкву
Назва села унікальна по всім Карпатам,ніде більше не повторюється.Вірогідно,походить від назви "гук"- перешкоди в руслі ріки,де вода "гучить".Колись  гучала  голосніше,бо води було більше.
Побутували(і тепер побутують) три варіанти закінчення назви села,трьох родів- чоловічого (Гукливий),жіночого (Гуклива) і середнього (Гукливоє,Гукливе).Найдавніший варіант- Гуклива.Він фіксується за часів  князя Ференца Ракоці  (в книзі Антонія Годинки "Генс Фіделіссіма").Два інших вживалися і вживаються  одночасно.Так,Стефан Томашівський в книзі "Етнографічна карта Угорської Русі" вживає варіант Гукливе. Ярослав Достал пише  Гукливий. Зеновія  Франко,внучка Івана Франка.мовознавець і етнолог,що досліджувала Карпати,віддає перевагу формі Гукливий,бо вважає,що цей варіант  найпоширеніший і  відображає регіональну своєрідність.
Іван Франко писав про  Гукливий в статті "І ми були в Європі"(1896 рік). В ній він виражає гострий протест проти брутальної мадяризації,що її проводив угорський уряд.З обуренням він пише,що мадярський уряд хоче стерти всі сліди,що нагадують про слов,янське(українське)походження населення Карпат,змінюючи на мадярські особові і географічні назви.Так,Гукливий перемінили на "Жуго".Але ця назва,як і всі  інші,не прижилась і пішла вслід за мадярами,бо все,що тримається на примусі і насиллі,не може бути тривким.

## Населення
Згідно з переписом УРСР 1989 року чисельність наявного населення села становила 2071 особа, з яких 1028 чоловіків та 1043 жінки.
За часів  князя Ференца Ракоці в селі проживало 1318 осіб,з них греко-католиків(русинів) було 995 чоловік,євреїв 301,німців,чехів,словаків разом взятих 288,мадярів - 20 чоловік.Отже,православних не було зовсім.(З книги А,Годинки "Генс Фіделіссіма").
За чеських часів картина трохи інша.Село покинула більшість мадяр і німців.Налічувався 1621 житель,з яких православних 1347 чоловік,євреїв -239,чехів і словаків - 13 чоловік,угорців - 1. Решта були греко-католики.(З книги Я.Достала "Європейське коріння",1936  рік).
За переписом населення України 2001 року в селі мешкала 2081 особа.
В селі народився і мешкав військовий ЗСУ Василь Федьо. Він відзначився в ході російського вторгнення в Україну. Загинув у квітні 2023-го р. Також гукливці бережуть пам,ять про Івана Порохнавця,Олександра Шимона і Василя Кузика,воїнів ЗСУ.

### Мова
Розподіл населення за рідною мовою за даними перепису 2001 року:
| Мова       | Чисельність | Відсоток |
| ---------- | ----------- | -------- |
| українська | 2101        | 99,62%   |
| російська  | 7           | 0,33%    |
| угорська   | 1           | 0,05%    |
| Усього     | 2109        | 100%     |

## Пам'ятки

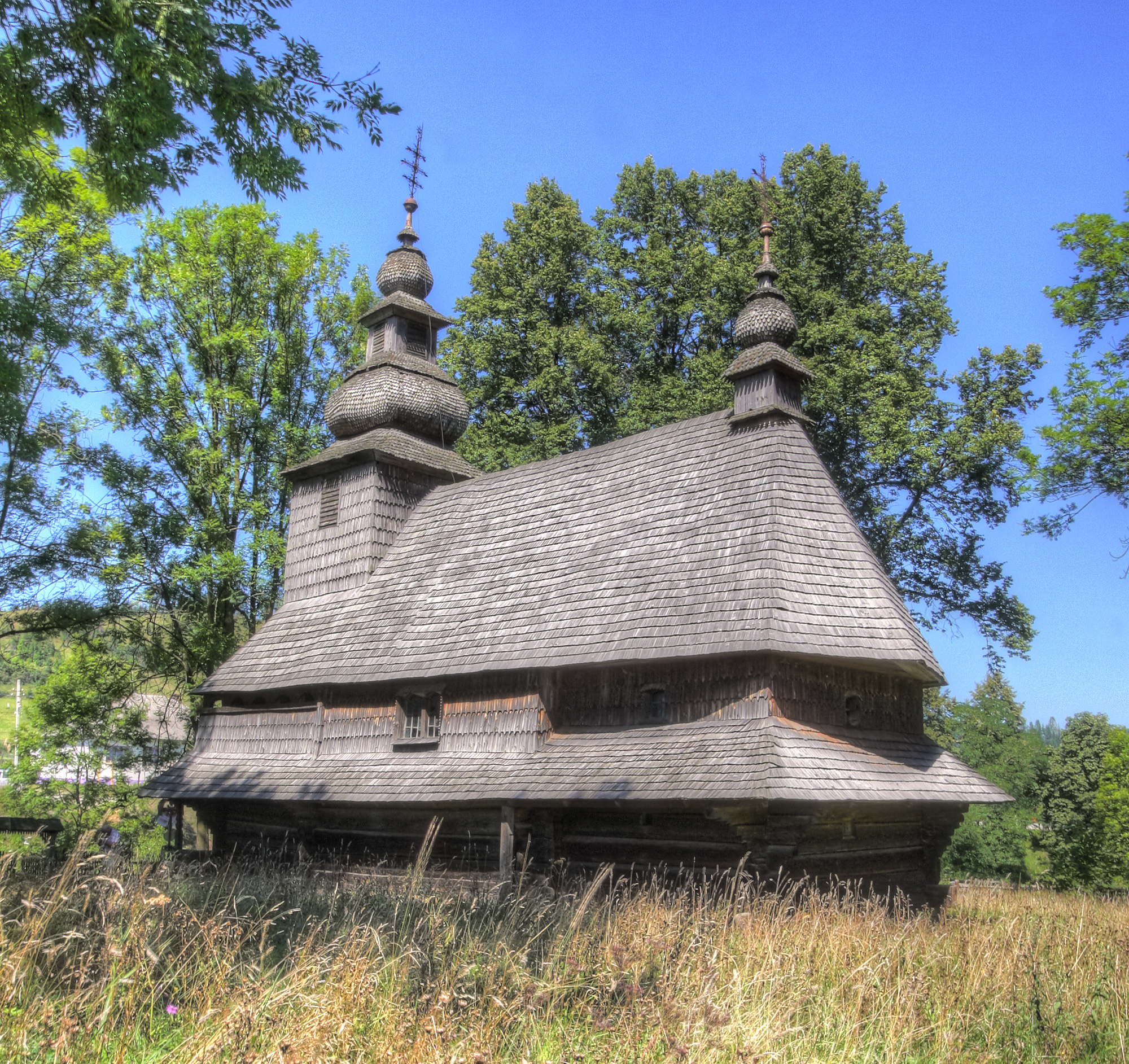
Церква Святого Духа

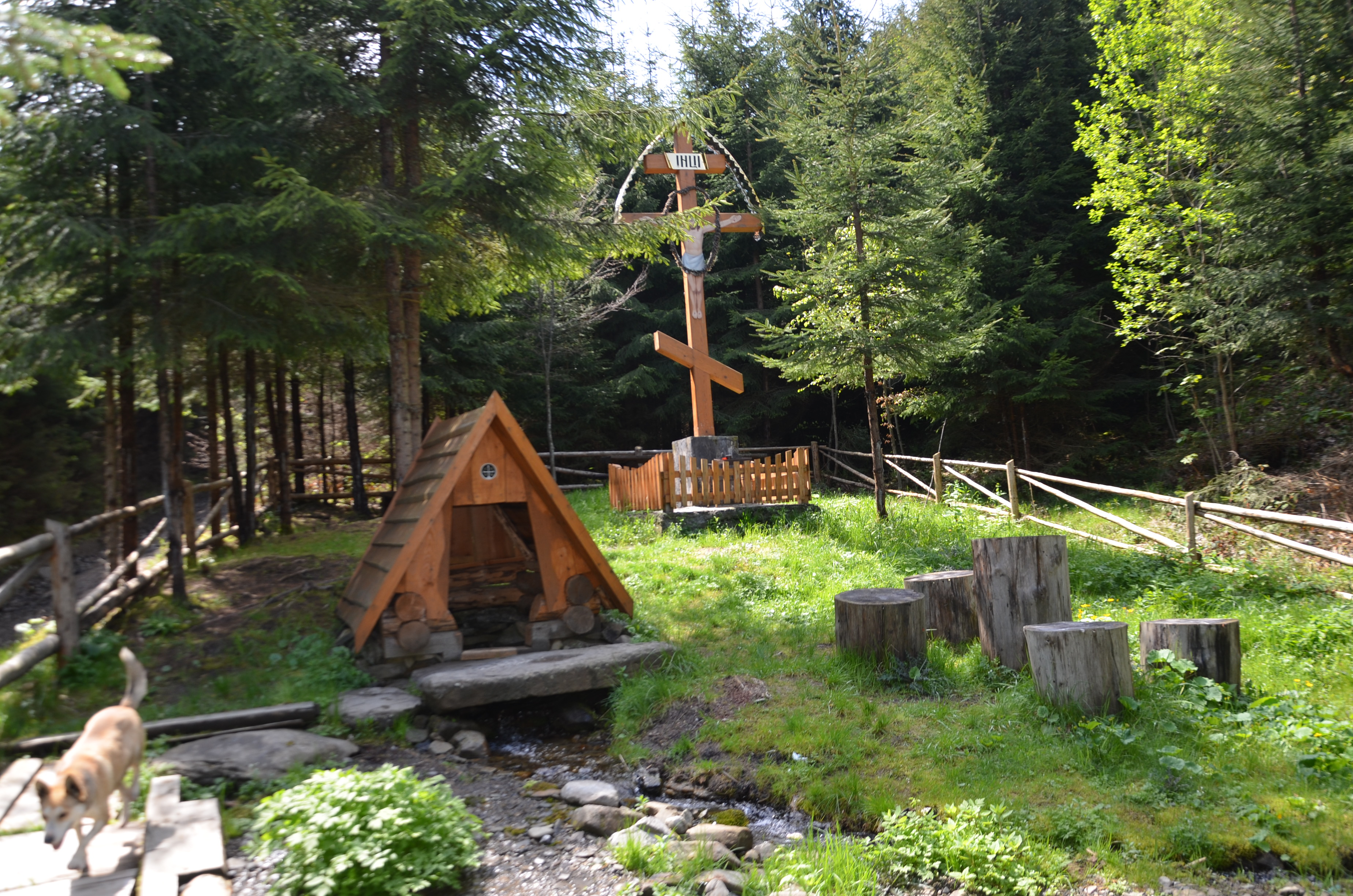
Святе джерело

У верхньому кінці села знаходиться один з найгарніших ансамблів дерев'яної архітектури у Міжгірсько-Воловецькій долині і на Закарпатті загалом — барокова церква Святого Духа з дзвіницею, XVIII століття, у якій був написаний так званий Гукливський літопис, що являє собою велику історичну цінність.
Можливості дерева як матеріалу розкрито тут повністю і в доцільних лініях конструкції, і в стриманих художніх акцентах. Церква дерев'яна, збудована з ялинових брусів, тризрубна, з трьома зрубами різного розміру. Стіни над піддашшям і дахи покриті ґонтом, вежа — дубовим лемехом. Фундамент складений з річкового каменю на глиняному розчині. Над бабинцем височить квадратна башта з двоярусним бароковим завершенням. Піддашшя, спираючись на випуски зрубів, м'яко охоплює споруду з усіх боків і прикриває ґанок на західному фасаді, який декорований різьбленими стовпчиками. На полотнищах дверей нанесена різьба. Неф і східна частина мають коробовий звід, притвор — плоске перекриття. Завдяки спільній покрівлі над трьома зрубами пам'ятник виглядає компактним, зовні майже не відчувається його трискладова будова. Майстерно складено з масивних колод зрубні стіни. Площини двосхилого, вкритого ґонтом даху, переливаються всіма відтінками смерекової деревини. Вежа з бароковим завершенням — одна з пропорційно надосконаліших серед подібних веж. Стовпчики ґанку профільовано, одвірок має різьблення. Наву та вівтарний зруб перекрито арковим склепінням, бабинець — плескатим.
Церква орієнтована вівтарною частиною не на схід,як всі православні храми,а на південь,отже,вона з самого початку будувалась як греко-католицька.
Частиною бездоганного архітектурного ансамблю є чарівна струнка дзвіниця заввишки вісім метрів, нижній ярус якої зрубний, а верхній, значно видовжений — каркасний. Подібна дзвіниця стояла і в Нижньому кінці, на старому цвинтарі, але її розібрали у 1940-хх роках.  Дзвіниця, квадратна в плані, побудована з того ж матеріалу, що і церква, з рубаним першим ярусом опасанням і каркасним — другим. Шатровий дах дзвіниці і стіни покриті ґонтом. У 1784 році Франц Пеер розмалював Святодухівську церкву. У церкві Святого Духа був написаний Гукливський літопис. З 1998 до 2001 року церква страшенно занепала через байдужість до культурних цінностей місцевої влади. Шинґли (ґонти) прогнили і дощ лив всередину. Найбільше постраждали кутові з'єднання, випуски вінців зрубів, ґанок, опасання. Ціною великих зусиль громадськості наприкінці 2001 року вдалося вкрити новим ґонтом дахи і опасання, але деревина зрубів уражена грибком і в окремих місцях підгнила.В майбутньому реставрацію  дерев,яної церкви треба обов,язково проводити із застосуванням сучасних ефективних консервантів,що оберігають  деревину від гниття.Тоді церква простоїть довго і буде радувати зір і душу.
Церква найстаріша з дерев,яних церков Воловецького району. Датується 1784-им роком(Пагиря В.В."Зорі  Верховини",1995.)Ремонт проводився в1970-71 роках,але він виявився не досить якісним(без консервації деревини)..Біля церкви збереглися два кам,яні хрести,на одному читається напис латинськими літерами і дата-1812 рік.Перед церквою зберігся гарний чавунний хрест з написом,в  якому оповідається,що хрест встановлений в 1907 році старанням отця  Антонія Нижанківського з пожертвувань вірних Ціника,Ковчара і інших жителів села,в сумах від пяти до однієї корони. Отець  Нижанківський походив з Галичини,зі Стрийського повіту,з  високоосвіченої і патріотичної родини Нижанківських.З неї походить багато визначних людей Галичини,зокрема композитор Богдан Нижанківський.Він був греко-католиком,як всі  галичани.
Неповторну красу цієї. гукливської  церкви,від котрої вії духом старовини і святості(недаремно називається Церква Святого Духа!) увічнив у своїй картині відомий закарпатський художник  Степан Шолтес.Мурованих церков багато,а вона у нас єдина,неповторна,і більше такої не буде.Інший відомий закарпатський художник,Йосип Бокшай,відвідав  Гукливий і створив  прекрасну картину "Великий  Верх",яка тепер знаходиться в Закарпатському Художньому музеї в Ужгороді.
Іісторичні події.
Село бачило багато історичних подій,в деяких з них,як наприклад,у війні Ференца Ракоці,брали участь гукливці..У  "Гукливськім літописі",цінній історичній пам,ятці,котру вели протягом 123-х років священники церкви,найбільше Михайло Григашій,оповідається,що року 1703  князь Ференц Ракоці втікав через Бескид перед"німецьким царем".Літописець мав на увазі Фердинанда Габсбурга,імператора Священної Римської імперії.В селі  Климці  Ракоці зібрав військо з повсталих  угорських  селян і рушив  здобувати свободу Угорщини.До нього приєдналось багато верховинців,а один гукливський легінь,Іван Грушинець,став  "палаташем",тобто особистим охоронцем Ракоці.Про це пише в своїй цінній книзі "Генс фіделіссіма"(Народ найвірніший- так називав  Ракоці верховинців) Антоній Годинка.До речі,ніде в "Гукливськім літописі" не вживається слово Карпати,а лише Бескид.Мовознавці вважають,що назва Бескид первісна,народна,а Карпати накинули  нам  угорці.
В 1657 році,як подає Гукливський літопис,в село прийшли  "ардільці"- військо семигородського угорського князя Дьордя Ракоці,що задумав похід на Польщу з метою стати польським королем.З ним прийшли і татари.З того часу біля села залишилась  назва урочища "Татарина".Від постою ардільського війська село дуже постраждало.За переказами,жителі не мали навіть змоги на Великдень посвятити паски,і святили в лісі,де є криниця,що її називають з того  часу  Святою.(Петро Сова."Минуле",Ужгород.1936.)
Були ще інші історичні події,про які мало згадують.Взимку 1914-1915 років в околицях Гукливого,а також на Плаю і на Темнатику відбувались  уперті бої між  Українськими Січовими стрільцями і російським військом.Особливо запеклим бій був за  стратегічний залізничний міст.В тих боях загинуло багато січових стрільців.Міст москалі підірвали.(Осип Думін."Історія Легіону Українських січових стрільців).На жаль,ніде в районі нема якогось пам,ятного знаку про славних воїнів України- січових стрільців..
В історії Гукливого,як і  всіх інших сіл,відбилося змагання між двома конфесіями -православної і грекокатолицької.До честі гукливців,до конфліктів між ними не доходило,на відміну від інших сіл,де навіть церкви палили.
Розповідають, що православну громаду в Гукливому організував російський емігрант священик Пастухов. Ділянку під спорудження церкви виділив зі своєї землі Михайло Ціник, який також був одним із організаторів будівництва. Очолив будівництво інженер з Волівця Михайло Поп. З ним працювали воловецькі майстри Михайло Райчинець, його старший брат, Іван і Павло Тимковичі, Фулитка.
З друкованих джерел відомо, що до спорудження цієї церкви мав відношення талановитий архітектор з російських емігрантів (родом з-під Києва) Всеволод Коломацький.Він був професійним архітектором високої кваліфікації.За його проектом споруджено прекрасну православну церкву в Ужгороді в пам,ять про загиблих солдатів російської армії  в період першої світової війни,а також багато  православних храмів в Словаччині.Церква в Гукливім була була невелика,бо  це відповідало скромним матеріальним можливостям тогочасної православної громади села.Виникла необхідність будови нової церкви,що задовольнила б потреби зростаючої православної громади. (Михайло Сирохман."Будівничі закарпатських церков",Ужгород,2015.)
У 1993 р. почали заготовляти матеріали для спорудження нової цегляної церкви, а в 1995 р. довкола дерев'яної церкви вимурували стіни новобудови.
Будівельними роботами керував Федір Лапко, спорудження даху складної конструкції очолив Федір Русин, а бляхарем був Володимир Сідей. Значною була допомога сільського голови М. А. Хмельницького, столярів Михайла Щобака та Петра Порохнавця, всіх селян, які щодня працювали на будівництві.
Влітку 1999 р. дерев'яну церкву, що була всередині новозбудованої, розібрали.
Церква Покрови пр. богородиці. 1923.
У 1649 р. згадують священика Луку. У 1690 р. церкви в селі не було.
У 1778 р. йшлося про дерев'яну церкву. Можливо, її збудували в XVII ст. і саме вона простояла в селі аж до 1923 p., коли закінчили розпочате в 1913 р. спорудження мурованої церкви, очолюване Василем Дубовичем та Михайлом Сидораном.

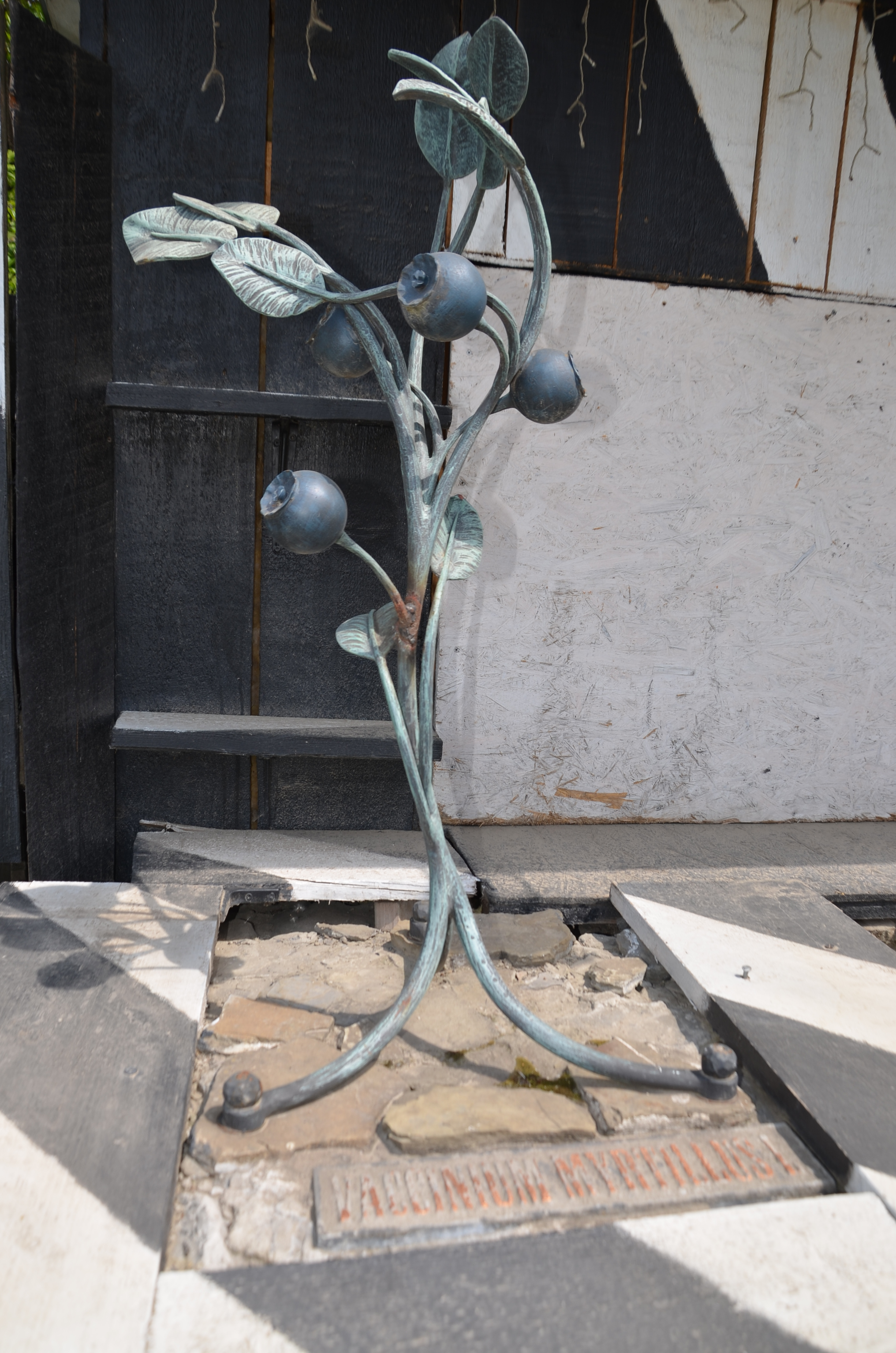
Пам'ятник чорниці біля мілітарі-садиби «Grün Hof»

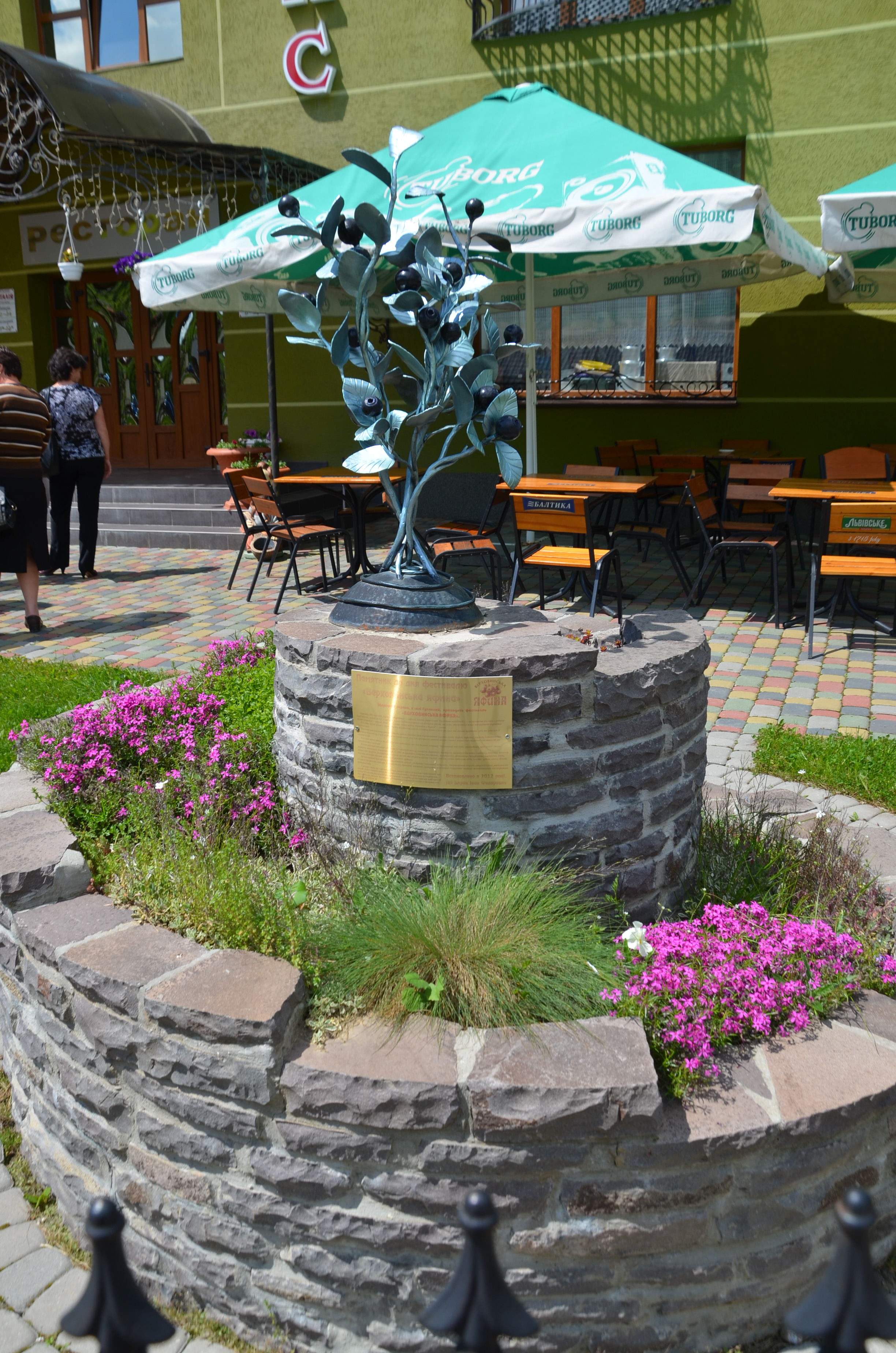
Пам'ятник чорниці біля готелю «Наталія»

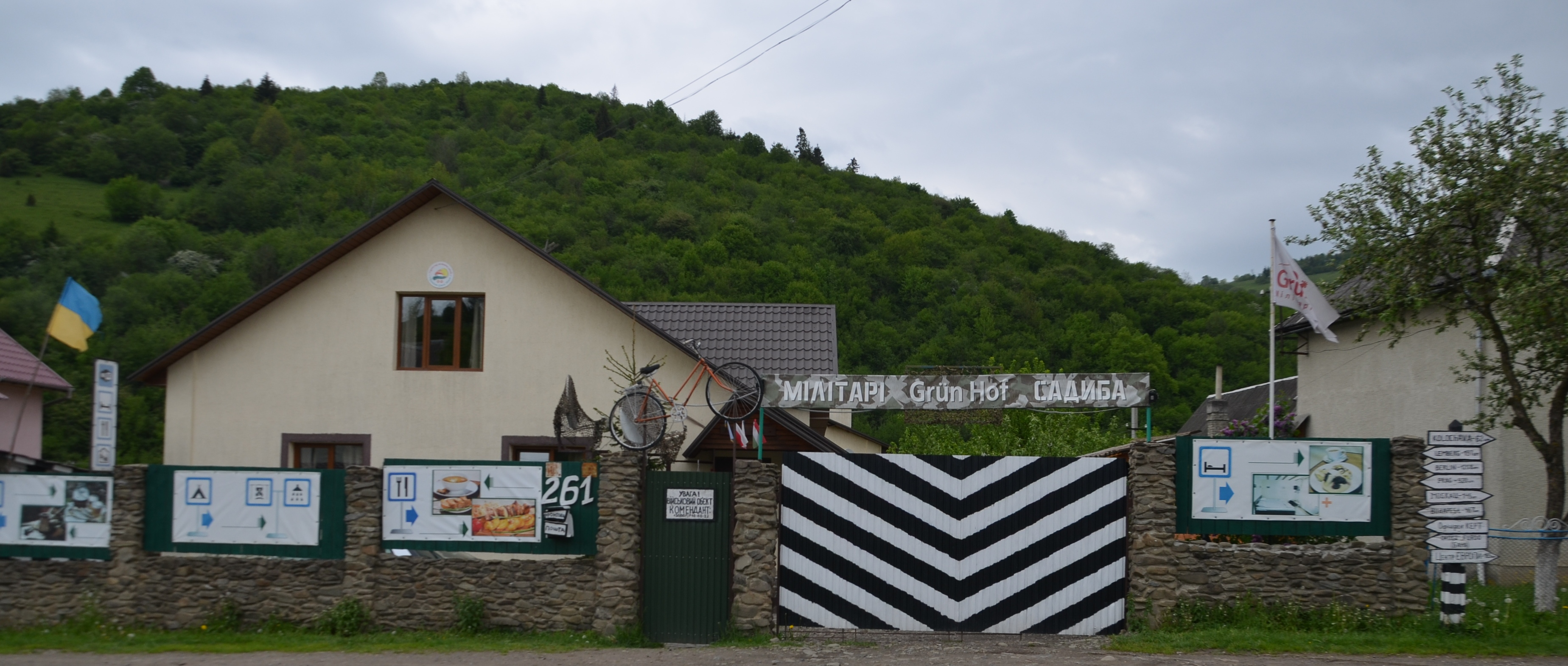
Мілітарі-садиба «Grün Hof»

Коли чеський дослідник Флоріан Заплетал приїхав у 1921 р. в Таламаш, дерев'яна церква вже була всередині новозбудованої. Ф. Заплетал сфотографував старі ікони, різьблені дерев'яні свічники і царські двері, що були згодом передані до церкви в Яблунові коло Воловця. Дерево з церкви дали сім'ї, у якої тоді згоріла хата. Іконостас перенесли до мурованої церкви, але відразу перемалювали. Завдяки описам та світлинам українських учених В. Щербаківського, що здійснив експедицію в Карпати в 1913 р., та В. Січинського відомо, що церква була триверхою, бойківського стилю. Бічні верхи мали по два четверики, а середній — чотири..

## Присілки
Дорош
Дорош - колишнє село в Україні, в Закарпатській області.
Обєднане з селом Гукливий
Згадки: 1864: Dorosó puszta, 1873: Dorosó, 1877: Dorosó, 1882: Dorosó, 1888: Dorosó, 1902: Dorosó, 1903: Dorosó, Dorosó puszta, 1913: Dorosó.
Веретечів
Веретечів — колишнє село в Україні, в Закарпатській області.
Обєднане з селом Гукливий рішенням облвиконкому Закарпатської області № 155 від 15.04.1967
Перша згадка у 1649: Veretecső, інші згадки 1693: Wereteczow, 1773: Veretecsó, Wereteczo, 1808: Veretecső, Weretečow, Weretecsüv, 1851: Veretecső, 1873: Veretecsö, 1888: Veretecső, 1925: Veretečevo, 1930: Veretečov, 1944: Veretecső, Веретичевъ, 1946: Веретечів.
У 1889 році села Гуклива, Таламаш і Веретечів були вперше об'єднані під назвою Гукливий.
Храми Веретичева
Церква Успіння пр. богородиці. 1935.
Будівництво дерев'яної церкви розпочато в 1934 р. і закінчено в 1935 р. з ініціативи російського емігранта, що опинився в селі у 1930-х роках і проводив релігійні обряди за дуже низьку плату. Головним майстром був Михайло Мучичка. Допомагали йому Юрій Мучичка, Іван Фур, Федір Беца, а дах споруджував професійний інженер з Волівця Михайло Поп.
У 1960-х роках майстер Петро Лях з Волівця вкрив церкву бляхою. Церква маленька, однозрубна, всередині поділена на традиційні три частини. Невеличкий бабинець утворено стовпами, що підтримують хори, а нава має високе аркове склепіння. Споруда не має опасання і розвинутого завершення над вежею. Зовні стіни оббито піками або клинами (дерев'яні дощечки, що при оббиванні утворюють ромбоподібний орнамент) і недавно пофарбовано.
У радянський період церкву намагалися ліквідувати. Голова сільради схилив священика до написання прохання у вищі інстанції про те, що церкву треба закрити.
В 1960 р. церкву оточила міліція та «товариші в цивільному» і зробили спробу винести церковне майно, встигли навіть частково розібрати іконостас, але один з міліціонерів попередив людей, ті прибігли з поля з вилами та граблями і відстояли громадську власність.
Однак 3 жовтня 1961 церкву було знято з реєстрації діючих храмів.
Дзвіниця. XIX ст.
Ільмова
Ільмова - колишнє село в Україні, в Закарпатській області.
Обєднане з селом Гукливий
Згадки: 1645: Ilmowa, 1649: Ilmova
Таламаш
Таламаш — - колишнє село в Україні, в Закарпатській області.
Обєднане з селом Гукливий рішенням облвиконкому Закарпатської області № 155 від 15.04.196
1625: Talamás (DEZSŐ 271), 1645: Thomolas (MAKKAI 346), 1773: Talamas, Talamass (LexLoc. 55), 1808: Talamás (LIPSZKY: Rep. 669), 1851: Talamás (FÉNYES 4: 171), 1873: Talamás (Hnt.), 1888: Talamás (Hnt.), 1925: Talamaš (ComBer. 153), 1944: Talamás, Таламашъ (Hnt.), 1946: Таламаш (ZO).
Храм Покрови пр. богородиці. 1923.
У 1649 р. згадують священика Луку. У 1690 р. церкви в селі не було.
У 1778 р. йшлося про дерев'яну церкву. Можливо, її збудували в XVII ст. і саме вона простояла в селі аж до 1923 p., коли закінчили розпочате в 1913 р. спорудження мурованої церкви, очолюване Василем Дубовичем та Михайлом Сидораном.
Коли чеський дослідник Ф. Заплетал приїхав у 1921 р. в Таламаш, дерев'яна церква вже була всередині новозбудованої. Ф. Заплетал сфотографував старі ікони, різьблені дерев'яні свічники і царські двері, що були згодом передані до церкви в Яблунові коло Воловця. Дерево з церкви дали сім'ї, в якої тоді згоріла хата. Іконостас перенесли до мурованої церкви, але відразу перемалювали. Завдяки описам та світлинам українських учених В. Щербаківського, що здійснив експедицію в Карпати в 1913 р., та В. Січинського відомо, що церква була триверхою, бойківського стилю. Бічні верхи мали по два четверики, а середній — чотири.
Церков бойківського стилю зараз у районі немає.Останню розібрали в селі Перехреснім в 1967 році.Бойківські церкви вважаються за найгарніші. Багато бойківських церков  збереглося у Львівській області.Там жив  чудовий майстер  Лука  Снігур,особистий приятель Івана Франка.Лука Снігур спорудив за життя 35 церков.До нього приїздив верхи на коні зі станції Скотарський Іван Франко...
Село засновано в середині XVII ст. У 1880-х роках згадують маленьку дерев'яну церкву, подібну до каплички. Тоді в селі було 97 греко-католиків. Класична верховинська дзвіниця (можливо, згадана раніше церква) стояла на кладовищі до 1954 p., коли її блискавично розібрали внаслідок антирелігійної кампанії.
Наприкінці XIX ст. історик Т. Легоцький писав, що в цьому селі була маленька, подібна до каплиці, дерев'яна церква. Можливо, йшлося про дзвіницю, що стояла на старому кладовищі. Дзвіниця занепала наприкінці 1940-х років унаслідок антирелігійної кампанії, її розібрали за кілька годин у 1954 р.
У 1934 р. в селі збудовано дерев'яну православну церкву Успіння пр. Богородиці.
Якщо, пройшовши церкву, рухатись далі до урочища Думка, то неподалік від туристичного маршруту на гору Великий Верх, можна потрапити до так званого Святого джерела — криниці з цілющою водою. Криниця освячена, за цілющою водою приїжджають не тільки мешканці з різних куточків України, а і іноземні туристи.
У селі розташовані єдині в Україні одразу два пам'ятники чорниці, яку на Закарпатті називають яфина та єдина на пострадянському просторі мілітарі-садиба, що має назву «Grün Hof».

## Туристичні місця
- У селі розташовані єдині в Україні одразу два пам'ятники чорниці,
- Святе джерело — криниця з цілющою водою
- деревяний храм Святого Духа з дзвіницею, XVIII століття